# George Shearing
George Shearing, OBE (13. srpna 1919 Londýn – 14. února 2011 New York) byl britsko-americký jazzový klavírista.
Již od narození byl slepý a na klavír začal hrát ve svých třech letech. Počínaje rokem 1937 zahájil spolupráci s klavíristou Leonardem Featherem a o tři roky později se připojil ke kapele velšského klarinetisty Harryho Parryho.
Roku 1947 přesídlil do Spojených států, kde hrál například s kontrabasistou Oscarem Pettifordem. Po dvou letech založil vlastní kvintet, ve kterém ho doprovázela vibrafonistka Margie Hyams, kontrabasista John Levy, bubeník Denzil Best a kytarista Chuck Wayne, kterého později nahradil Belgičan Toots Thielemans, který hrál na foukací harmoniku.